# Brenta (posoda)
Brênta je posoda, ki ima obliko velikega koša, z naramnicami. Uporablja se za nošnjo grozdja, listja, lesa, itd. V predelu Slovenskih goric in Haloz brenti rečejo pǘta [′püta -e](iz nemškega izraza Bütte).